# René González
René González Sehwerert (Chicago; 13 de agosto de 1956) es un agente cubano nacido en Estados Unidos que forma parte del grupo de los cinco cubanos cuya tarea era la de espiar a organizaciones terroristas que planeaban sabotear al gobierno cubano en la ciudad de Miami.[cita requerida] Actualmente se encuentra de regreso en Cuba con su familia.

## Historia
Nació en una familia de procedencia cubana que emigró a Estados Unidos. Su padre, Cándido René González Castillo, era trabajador siderúrgico en Indiana, Estados Unidos; mientras su madre, Irma Teodora Sehwerert Milejan, se dedicaba a los quehaceres domésticos.
El 2 de octubre de 1961 sus padres, quienes desde Estados Unidos habían cooperado con el Movimiento Revolucionario 26 de Julio en la lucha contra Fulgencio Batista, deciden regresar y establecerse definitivamente en Cuba, en compañía de sus dos hijos, incorporándose de inmediato a las tareas de la Revolución. Inicia sus estudios primarios, en la escuela "José Martí", ubicada en Santa María del Mar.
En 1970 ingresa a la Unión de Jóvenes Comunistas por su activa participación en las actividades militares, deportivas y políticas. En 1972 se traslada a la secundaria básica Combatientes de América, en el municipio Cerro, y en 1973 ingresa en el segundo contingente del destacamento "Manuel Ascunce Domenech", estudiando en el curso especial como trabajador y comenzando a impartir clases entre 1973 y 1974 en la Escuela Secundaria Básica de Estudiantes en el Campo, ESBEC, República Socialista de Rumania, en Alquízar.
Se presenta de forma voluntaria a cumplir el servicio militar en 1974, aunque por su condición de extranjero no tenía que pasarlo. En 1977 cumple misión internacionalista en Angola, cumpliendo la tarea de jefe del claustro de profesores, que se encargaban de aumentar el nivel de preparación de los oficiales y soldados.
Estudia en la Escuela de Aviación Carlos Ulloa, Pinar del Río entre 1979 y 1982. Posterior a su graduación ayudó a la formación de otros pilotos. Se desarrolló como jefe de la escuadrilla aérea de la base San Nicolás de Bari. Por estos años empieza a trabajar en la Dirección General de Inteligencia, en la cual se desarrolla en los conocimientos de este campo.
En 1990 es aceptado en las filas del Partido Comunista de Cuba. A finales de ese año, parte hacia Estados Unidos.
Durante su estancia en Miami hace contacto y estudia a numerosas organizaciones anticastristas. Se empleó como instructor de pilotos. Su esposa, Olga Salanueva Arango, es miembro del Partido desde. En enero de 1997, Olga viaja a Estados Unidos para unirse a su esposo, acompañada de su hija mayor Irma González Salanueva. Posteriormente, en 1998, pocos meses antes de ser detenido, nacería en territorio norteamericano la más pequeña de esta familia, Ivette González Salanueva.
Es encarcelado el 12 de septiembre de 1998 junto a sus cuatro compatriotas por el Buró Federal de Investigaciones de Estados Unidos por el delito de espionaje en el territorio estadounidense. Se les mantuvo en confinamiento por 18 meses y 18 días.

## Juicio y condena
El juicio se celebró en Miami. Su condena fue de 15 años de prisión por la acusación de ser agente extranjero no declarado. Lo llevaron primeramente a la prisión de máxima seguridad en Loreto, Pensilvania, luego a la de Carolina del Sur.
Su abogado presentó una moción solicitando que se modificaran las condiciones de libertad condicional y que al cumplir su condena se le permitiera regresar a Cuba para reunirse con su esposa y su familia por razones humanitarias. La juez Joan Lenard, rechazó la moción de la defensa alegando que la Corte necesita tiempo para evaluar la conducta del condenado una vez puesto en libertad y verificar que no significa un peligro para los Estados Unidos.
Esta juez incluyó en las actas de sentencia de René González una condición especial una vez puesto en libertad:..."se le prohíbe al acusado acercarse a o visitar lugares específicos donde se sabe que están o frecuentan individuos o grupos terroristas,” .René González está obligado a cumplir 3 años de libertad supervisada en la Florida.
A la 4:30 de la madrugada del 7 de octubre de 2011 fue liberado de la cárcel de Marianna, aunque por una orden judicial debió permanecer en Estados Unidos bajo el régimen de libertad supervisada por tres años. En marzo de 2012 la juez Joan Lenard, de la Corte del Distrito Sur de la Florida, autorizó como gesto humanitario y bajo determinadas condiciones que René González viajara a Cuba para visitar a su hermano, el cual se encontraba gravemente enfermo. El 30 de marzo arribó a Cuba en visita privada y familiar.

## El regreso
El 3 de mayo de 2013, la juez de Florida Joan Lenard aceptó la solicitud presentada por René González para modificar las condiciones de su libertad supervisada y permanecer en Cuba, a cambio de la renuncia a su ciudadanía estadounidense.
De esta manera, dentro del período de los 3 años de libertad supervisada en suelo estadounidense, llegó René González a Cuba en lo que debía ser una visita temporal y privada para asistir al funeral de su padre. Pero, como consecuencia de la aceptación de su petición, René, quien es además ciudadano cubano y cuya esposa, hijas y nieto viven en Cuba, fue instado a presentar en menos de un mes a la Corte o al tribunal estadounidense, un informe de su estado de renuncia y una copia certificada, de cualquier certificado emitido de pérdida de nacionalidad.
A las 2:00 p. m. del 9 de mayo de 2013, René González recibió en la Oficina de Intereses de Estados Unidos en La Habana el documento que certificaba su renuncia a la ciudadanía estadounidense. En conferencia de prensa posterior a este hecho, el Héroe de la República de Cuba anunció que a partir de ese momento se dedicaría a la lucha por la liberación de Gerardo, Ramón, Fernando y Antonio, sin la cual no podía llegar a sentirse libre.
Antonio Guerrero Rodríguez, Gerardo Hernández Nordelo y Ramón Labañino Salazar fueron liberados el 17 de diciembre de 2014; Fernando González Llort el 27 de febrero de 2014.

## Cultura popular
En la película La Red Avispa de 2019, distribuida por Netflix, González es interpretado por el actor Edgar Ramírez.